# المقرى (ملحان)

تعديل مصدري - تعديل

المقرى هي إحدى قرى عزلة القبلة بمديرية ملحان التابعة لمحافظة المحويت، بلغ تعداد سكانها 177 نسمة حسب تعداد اليمن لعام 2004.